# مشعلية عوسجية
مشعلية عوسجية (الاسم العلمي:Aethionema lycium) هي نوع من النباتات تتبع جنس المشعلية من الفصيلة الصليبية.